# Zgrada Pučkog otvorenog učilišta (Vrbovec)
Zgrada Pučkog otvorenog učilišta (Vrbovec), zgrada u mjestu i gradu Vrbovec, zaštićeno kulturno dobro.

## Opis
Zgrada iz 1931., u Vrbovcu, na adresi Kolodvorska 1.	

## Zaštita
Pod oznakom P-5531 zavedena je kao nepokretno kulturno dobro - pojedinačno, pravna statusa zaštićena kulturnog dobra, klasificirano kao "kulturno-povijesna cjelina".